# Junta governativa capixaba de 1822-1824
Quando D. João VI transformou as capitanias em províncias, estas foram inicialmente governadas por uma junta governativa provisória.
Cinco eram os membros da junta da província do Espírito Santo:
1. José Nunes da Silva Pires (presidente)
2. Luís da Silva Alves de Azambuja Suzano (secretário)
3. José Ribeiro Pinto
4. Sebastião Vieira Machado
5. José Francisco de Andrade e Almeida Monjardim.

A junta governativa capixaba administrou a província de 1 de março de 1822 a 24 de fevereiro de 1824.